# Microregione di Batatais
Batatais è una microregione dello Stato di San Paolo in Brasile, appartenente alla mesoregione di Ribeirão Preto.

## Comuni
Comprende 6 comuni:
- Altinópolis
- Batatais
- Cajuru
- Cássia dos Coqueiros
- Santa Cruz da Esperança
- Santo Antônio da Alegria